# 阿亞庫喬縣

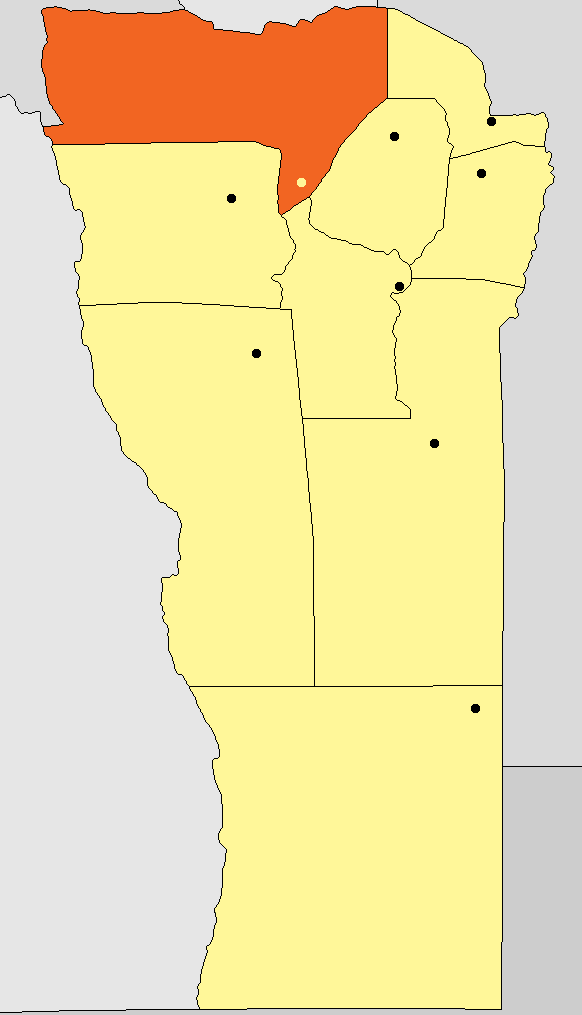

阿亞庫喬縣（西班牙語：Departamento Ayacucho），是阿根廷的縣份，位於該國中北部聖路易省，首府設於聖弗朗西斯科德爾蒙特德奧羅，面積9,681平方公里，2010年人口19,087，人口密度每平方公里2.0人。